# حساب تغییرات

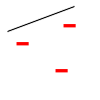
تصویری از حساب تغییرات

حساب وردش یا حساب تغییرات (به انگلیسی: Calculus of variations) حوزه ای از آنالیز ریاضی است که از وردش (تغییرات) کوچک در پردازه‌ها(توابع) و تابعک‌ها برای یافتن ماکسیمم‌ها و مینیمم‌ها استفاده می‌کند. نگاشت‌هایی از یک دسته پردازه (تابع) به اعداد حقیقی. تابعک‌ها اغلب به صورت انتگرال‌های معینی بیان می‌شوند که در آن توابع و مشتقاتشان ظاهر می‌شوند. پردازه‌هایی که تابعک‌ها را ماکسیمم و مینیمم می‌کنند را می‌توان در حساب وردش توسط معادلات اویلر-لاگرانژ پیدا کرد.
مثالی ساده از چنین مسائلی یافتن خمی با کوتاه‌ترین طول بین دو نقطه است. اگر هیچ قیدی در کار نباشد، جواب این مسئله خط راست بین آن دو نقطه خواهد بود. با این حال، اگر روی خمی قید بگذاریم که در رویه مورد نظر باقی بماند، آنگاه جواب کمی غیر بدیهی شده و ممکن است هم‌زمان چندین جواب وجود داشته باشد. به چنین راه‌حل‌هایی ژئودزی‌ می‌گویند. مسئله مرتبط دیگری توسط اصل فِرما بیان می‌شود: نور کوتاه‌ترین مسیر بین دو نقطه را طی می‌کند، که طول مسیر آن به مواد فضای پیرامونی‌اش بستگی دارد. مفهوم مرتبط دیگر در مکانیک اصل کمترین کنش است.
بسیاری از مسائل مهم با توابع چند متغیره سروکار دارند. جواب‌های مسائل مقدار مرزی برای معادله لاپلاس در اصل دیریکله صدق می‌کنند. مسئله پلاتو، به دنبال یافتن رویه ای با مساحت مینیمال است به گونه ای که مرزهای آن از یک خم بسته مشخص در فضا عبور کند: راه حل آن اغلب با فروبردن یک قاب در محلول آب صابون بدست می‌آید. گرچه چنین آزمایشی را می‌توان نسبتاً راحت انجام داد، اما تفسیر ریاضی آن ساده نیست: بیش از یک رویه وجود دارند که به‌طور موضعی کمینه هستند، و ممکن است این رویه‌ها توپولوژی نابدیهی داشته باشند.

## تاریخچه
می‌توان گفت که حساب وردش از مسئله مقاومت کمینه نیوتون در ۱۶۸۷ آغاز گشت، که به دنبال آن مسئله خم براخیستوکرون (خم کوتاه‌ترین زمان) در ۱۶۹۶ توسط یوهان برنولی مطرح شد. بلافاصله پس از آن، توجه جیکوب برنولی و مارکوس دو هوپیتال هم جلب شد، اما اولین بار این لئونارد اویلر بود که مسئله را به دقت در ۱۷۳۳ شرح داد. لاگرانژ توسط خدمات قابل توجه اویلر به این مسئله تحت تأثیر قرار گرفت. بعد از این که اویلر کار ۱۷۵۵ لاگرانژ ۱۹ ساله را دید، رهیافت هندسی خود را رها کرده و به رهیافت آنالیز محض لاگرانژ پیوست و موضوع مورد مطالعه را در رساله ۱۷۵۶ خود (Elementa Calculi Variationum) به حساب وردش، تغییر داد.
لژاندر در ۱۷۸۶ روشی را بنا نهاد که به منظور تمایز بین مینیمم‌ها و ماکسیمم‌ها کاملاً رضایت بخش عمل نمی‌کرد. از همان اوایل توجه اسحاق نیوتون و گتفرید لایبنیز هم به این موضوع جلب شد. در میان مشارکت کنندگان به بحث تمایز بین مینیمم‌ها و ماکسیمم‌ها این ریاضیدانان به چشم می‌خورند: وینچنزو بروناچی (۱۸۱۰)، کارل فردریش گاوس (۱۸۲۹)، سیمون پواسون (۱۸۳۱)، میخائیل اوسترگرادسکی (۱۸۳۴) کارل جیکوبی (۱۸۳۷). یکی از کارهای عمومی مهم مربوط به ساروس (۱۸۴۲) می‌شد که توسط کوشی (۱۸۴۴) خلاصه شده و ارتقاء یافت. رسالات و تاریخچه‌های با ارزشی توسط استراوچ (۱۸۴۹)، جلت (۱۸۵۰)، اتو هسه (۱۸۵۷)، آلفرد کلبش (۱۸۵۸) و کارل (۱۸۸۵) نوشته شده، اما شاید مهم‌ترین کار قرن نوزدهم مربوط به وایرشتراس باشد. تدریس مشهور او در ارتباط با این نظریه از نظر تاریخی اثرگذار بوده و ممکن است او اولین کسی باشد که این نظریه را بر شالوده‌ای محکم و غیرقابل انکاری قرار داده باشد. مسائل بیستم و بیست و سوم هیلبرت در ۱۹۰۰ میلادی منتشر شدند و توسعه حساب وردشی را تشویق نمودند.
در قرن بیستم دیوید هیلبرت، امی نوتر، لئونیدا تونلی، هنری لبگ و جکوئس هادامارد در میان دیگران سهم عمده ای داشتند. مارستون مورس حساب وردشی را در نظریه ای که اکنون به نام نظریه مورس معروف است به کار برد. لو پونتریجین، رالف رکافلار و اف.اچ. کلارک ابزار ریاضیاتی نوینی را برای به کار بردن حساب وردشی در نظریه کنترل بهینه توسعه دادند. برنامه‌نویسی پویا ریچارد بلمن راهکار جایگزینی برای حساب وردشی در نظریه کنترل است.